# USS Bunker Hill (CV-17)
USS Bunker Hill (CV-17) – lotniskowiec pierwszej grupy typu Essex zbudowany w stoczni Fore River Shipyard w czasie II wojny światowej. Zwodowany w pierwszą rocznicę japońskiego ataku na Pearl Harbor, wszedł do służby w United States Navy 24 maja 1943. Po ukończeniu treningu i wykonaniu kilku drobnych misji na Atlantyku wysłany na Pacyfik, brał udział w atakach na Rabaul i walkach o Wyspy Gilberta. Działania lotniskowca wspierały desant na Saipan, bitwę na Morzu Filipińskim (w której odniósł niewielkie uszkodzenia) i bitwę o Iwo Jimę.
11 maja 1945, w ramach bitwę o wyspę Okinawa USS „Bunker Hill” (CV-17) został uszkodzony w wyniku ataku dwóch kamikaze i został odesłany do Stanów Zjednoczonych celem naprawy i modernizacji. Wrócił do służby i wziął udział w operacji Magic Carpet.
Skreślony ze stanu floty w 1966, następnie używany do testów elektroniki, w 1973 zezłomowany.

## Galeria

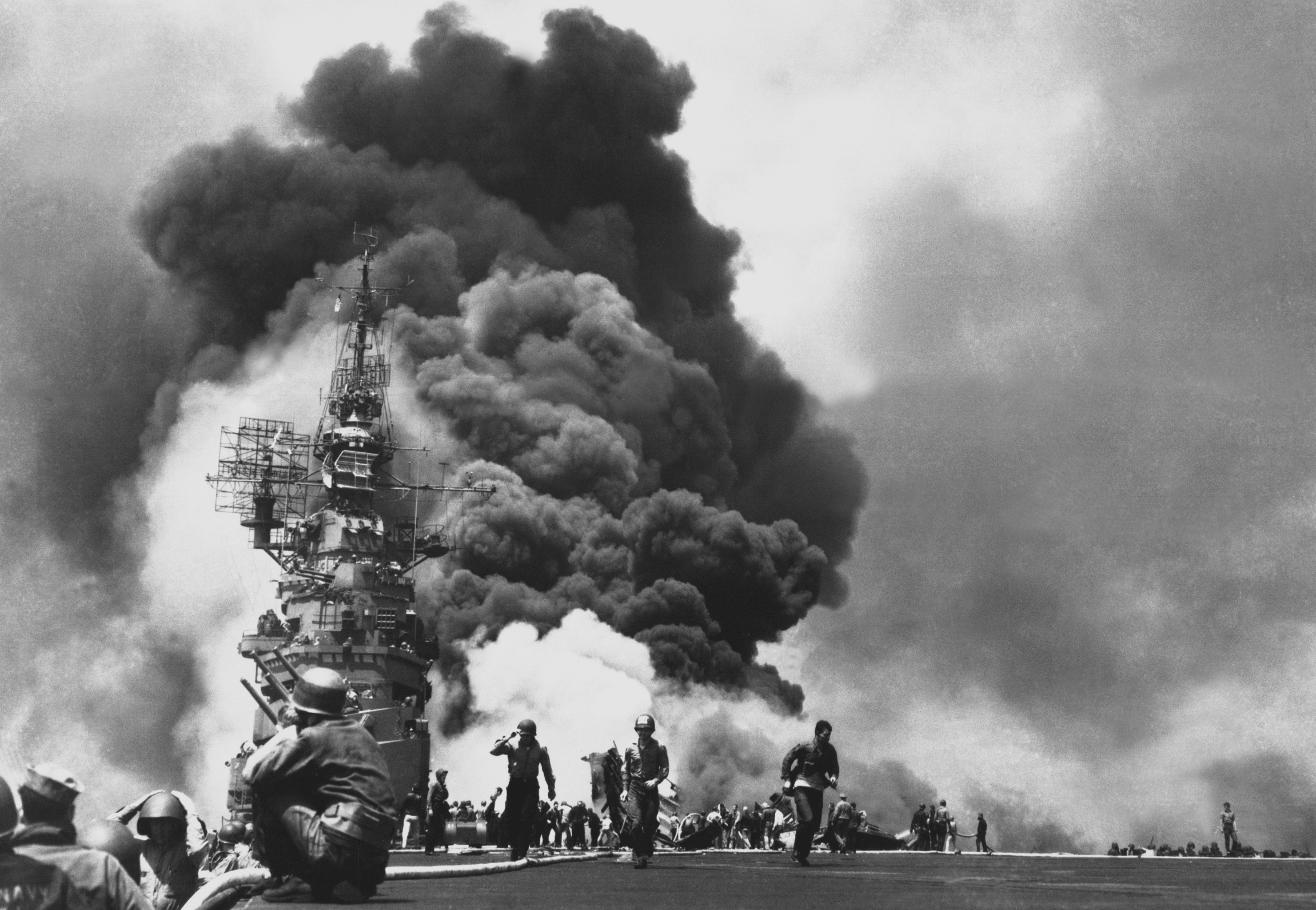
Płonący USS „Bunker Hill” (CV-17) po ataku dwóch kamikaze 11 maja 1945